# Amit Chatterjee
Amit Chatterjee (též Amitava Chatterjee, *1960, Kalkata) je kytarista, sitárista a zpěvák indického původu, žijící převážně ve Spojených státech amerických.

## Život a dílo
Amit Chatterjee byl přes 10 let byl stálým členem The Zawinul Syndicate (s Joe Zawinulem hrál 10 let, 1993-2004). Během své kariéry rovněž koncertoval a nahrával s mnohými hudebníky world music a jazzu - Burhanem Ocalem, saxofonistou Davidem Liebmanem, perkusionisty Glenem Velezem, Badalem Royem, Trilokem Gurtou a Robertem Thomasem ml, houslovou virtuóskou Vicki Richards či perkusistkou Layne Redmond. Spolupracoval se Stingem, zahrál si i po boku Carlose Santany. Pracoval také se symfonickými orchestry z různých koutů světa či s muzikanty pohybujícími se na poli elektronické hudby jako je Jean-Pierre Smadj z Francie a DJ Mat z New Yorku. Ve Spojených státech přednášel o etnické hudbě na Univerzitě v Miami. Díky svému indickému původu a západnímu hudebnímu vzdělání je schopen propojovat tyto kultury. Amit zpívá anglicky (své vlastní texty) a v hindi (cca 500 let staré texty básníka Kabira).
V poslední době Amit spolupracuje se špičkovým londýnským perkusistou Petem Lockettem (spolupráce např. Peter Gabriel, Natacha Atlas, Björk, atd.) , tablovým virtuosem Fazalem Qureishim (bratr Zakira Hussaina), aktivně vystupuje vystupuje se svojí formací Amit Chatterje Aliance. Hraje indickou klasickou hudbu na sitár. Jako studiový hudebník působí v Evropě, Americe i v Indii.
Amit je též hráčem severoindické klasické hudby na sitár, jeho hra reprezentuje tradici školy Mewat gharana, vokálního stylu gayaki (jehož hlavním představitelem je Vilayat Khan). Amitův učitel je Amit Adietcha, žák Raiz Khana, dále studoval u Ashoka Pataka a Imrata Khana (bratra Vilayata Khana). Lekce klasické indické hudby a zpěvu však Amit dostával již od raného dětství od své matky, zpěvačky Manju Chatterjee.

## Alba
Amit Chatterjee vydal pět sólových alb:
- Colors of the Heart,
- When Worlds Collide,
- Songs of Kabir
- Empathy
- Ocean On Fire (2006) – na kterém spolupracovali i hudebníci z ČR, Tomáš Reindl a Vojtěch Havel. Album představuje zhudebněné mystické texty indického básníka Kabira z 15. století).

#### Video
- https://www.youtube.com/watch?v=TLP4_LfwPOI
- https://www.youtube.com/watch?v=nsj-FV_Tzsw
- https://www.youtube.com/watch?v=x2u4UQyY7HQ
- https://www.youtube.com/watch?v=NKVYlhtSuOA&list=PLsDyFVAEWJrsI6vDj6yUCyM4VylrztLnt&index=1
- https://www.youtube.com/watch?v=mXMET-UErKA